# 卡尔·楚克迈尔

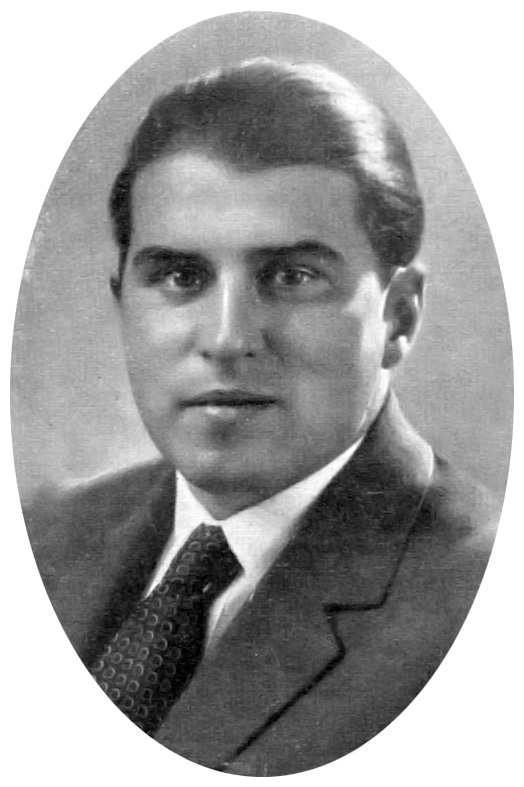
卡尔·楚克迈尔

卡尔·楚克迈尔（Carl Zuckmayer，1896年12月27日—1977年1月18日）是一位德国作家、剧作家。
1929年，他为电影《蓝天使》编写剧本，因此获颁格奥尔格·毕希纳奖。他也写过戏剧剧本，包括《科佩尼克上尉》、《魔鬼将军》。
卡尔·楚克迈尔還获得過其他荣誉和奖项，包括克莱斯特奖、哥廷根城市奖章、奥地利国家大奖以及萨尔茨堡戒指。